# 1691
| 1691               |
| ------------------ |
| Dødsfald - Fødsler |
| • Begivenheder     |

| Gregoriansk kalender | 1691 MDCXCI             |
| Ab urbe condita      | 2444                    |
| Armensk kalender     | 1140 ԹՎ ՌՃԽ             |
| Kinesiske kalender   | 4387 – 4388 庚午 – 辛未 |
| Etiopisk kalender    | 1683 – 1684             |
| Jødisk kalender      | 5451 – 5452             |
| Hindukalendere       |                         |
| - Vikram Samvat      | 1746 – 1747             |
| - Shaka Samvat       | 1613 – 1614             |
| - Kali Yuga          | 4792 – 4793             |
| Iransk kalender      | 1069 – 1070             |
| Islamisk kalender    | 1102 – 1103             |

Konge i Danmark: Christian 5. 1670-1699
Se også 1691 (tal)

## Begivenheder
- 23. juni – Ahmed 2. bliver osmannisk sultan efter sin far Suleiman 2.'s død
- 12. juli – Antonio Pignatelli bliver valgt til pave og antager navnet Innocens 12.

## Født
- 24. januar – Engelke von Bülow, dansk hofmarskal og amtmand (død 1740)
- 27. februar – Edward Cave, engelsk bogtrykker, redaktør og udgiver (død 1754)
- 14. juli – Samuel Christoph Gedde, dansk officer, arkitekt og korttegner (død 1766)

## Dødsfald
- 1. februar – Pave Alexander 8., pave 1689-91 (født 1610)
- 29. maj – Cornelis Tromp, hollandsk admiral (født 1629)
- 22./23. juni – Suleiman 2., osmannisk sultan (født 1642)
- 30. december – Robert Boyle, irsk-engelsk videnskabsmand og filosof (født 1627)